# Giuseppe Martinoli (botanico)
Giuseppe Martinoli (Spalato, 12 marzo 1911 – Roma, 13 marzo 1970) è stato un botanico italiano.

## Biografia
Figlio di Giovanni Martinolich e Caterina Morin, si forma alla Scuola Normale Superiore di Pisa. Nel 1937 si laurea in Scienze Naturali e Chimica e consegue il Diploma di Specializzazione in Botanica.
Nel 1938 è nominato assistente incaricato presso l’Istituto e Orto botanico di Cagliari diretto dal professor Renato Pampanini  che lo indirizza a sviluppare ricerche sulla flora della Sardegna. Nel 1943 consegue la libera docenza in Botanica Generale.
In seguito agli eventi della seconda guerra mondiale, nel 1945 è costretto a lasciare Lussinpiccolo, sua terra d’origine. Si trasferisce in Veneto dove rimane per alcuni mesi in qualità di aiuto di ruolo all’Istituto e Orto Botanico dell’Università degli studi di Padova. Nello stesso anno è incaricato dalla Facoltà di Scienze Matematiche, Fisiche e Naturali dell’Università di Cagliari dell’insegnamento di Botanica Generale e Sistematica e dell’insegnamento di Botanica Farmaceutica.
Nel 1946 assume la direzione dell’Istituto e Orto Botanico dell’Università di Cagliari e provvede alla ricostruzione dell’Istituto gravemente danneggiato durante la guerra, riorganizzandone la Biblioteca che viene arricchita della cospicua miscellanea Pampanini. Restaura anche l’Orto e accresce l’Erbario di esemplari della flora italiana, soprattutto sarda.
Nel 1947 a Trieste si unisce in matrimonio con Luisella Budini, discendente da una antica famiglia di Lussingrande, dando vita a una famiglia numerosa composta da sei figli.
Nel 1950 consegue anche la laurea in Farmacia. Vinto il concorso, nel 1955 viene chiamato a ricoprire la cattedra di Botanica e la direzione dell’Istituto e Orto botanico di Pisa già affidata al suo illustre maestro Alberto Chiarugi del quale continua la ricerca embriologica e citologica.
Ha molteplici rapporti di studio con istituzioni straniere, tra cui il Dipartimento di Botanica e Genetica dell’Università della California, a Berkeley dove si reca per svolgere ricerche scientifiche grazie a una borsa di studio del Programma Fulbright.
Nel 1960 per il Museo Botanico dell’Università di Pisa acquista e riordina l’Erbario Pellegrini che comprende exsiccata in prevalenza apuano-appenninici. Contribuisce all’ideazione e alla realizzazione dell’Orto Botanico Pietro Pellegrini di Pian della Fioba (Massa) nelle Alpi Apuane, istituito nel 1966. Martinoli, inoltre, è stato il primo coordinatore del gruppo di lavoro per la Citotassonomia ed Embriologia vegetale della Società Botanica Italiana.
Nel 1963 si trasferisce all'Università degli Studi di Roma "La Sapienza" per subentrare al direttore dell’Istituto di Botanica Vincenzo Rivera. Oltre agli studi e alle ricerche scientifiche sulla vegetazione Martinoli ha molto a cuore anche la didattica; segue i suoi studenti con profonda dedizione e disponibilità nel loro percorso formativo.
Ricopre numerosi incarichi istituzionali, come quello presso l’Istituto nazionale di genetica per la cerealicoltura istituito da Nazareno Strampelli.
Muore a Roma il 13 marzo 1970 stroncato da un male incurabile, senza aver potuto far ritorno nella sua amata Lussinpiccolo.

## Opere
La sua ricerca si è rivolta a generi e specie vegetali del bacino mediterraneo e in particolare agli elementi endemici, di rilevante valore biogeografico. Un’attenzione peculiare è stata riservata allo sviluppo e all'evoluzione del gametofito femminile delle spermatofite, sia gimnosperme che angiosperme.
Martinoli ha analizzato numerose entità e specie di particolare interesse anche dal punto di vista cromosomico. Ha approfondito gli studi cito-embriologici sulle Asteraceae, propriamente su Hyoseris taurina (Pamp.) Martinoli, il cosiddetto radicchio di scogliera della Sardegna. A lui è stata dedicata anche Silene martinolii Bocchieri & Mulas per i suoi accurati approfondimenti sull’endemismo sardo delle Caryophyllaceae.
Ha inoltre descritto Avena magna raccolta in Sardegna e svolto ricerche sugli effetti mutageni dei raggi ultravioletti e dei raggi X, in particolare sugli apici radicali.
Le sue pubblicazioni riguardano sei principali linee di ricerca: paleobotanica, floristica, morfologia, embriologia, citotassonomia e citogenetica.

## Archivio e biblioteca
Il nucleo principale della biblioteca scientifica di Martinoli, comprese le pubblicazioni, è conservato presso il Dipartimento di Biologia Ambientale dell’Università degli Studi di Roma “La Sapienza”. L’Erbario Martinoli si trova presso il Museo di storia naturale di Firenze, mentre presso il Dipartimento di Scienze botaniche dell’Università degli Studi di Cagliari sono presenti alcuni exsiccata.
A Roma, nella Biblioteca dell’Archivio museo storico di Fiume, sono invece confluiti alcuni libri della sua biblioteca privata, principalmente di argomento storico-politico.

## Nomenclatura
Martinoli è l'abbreviazione standard utilizzata per le piante descritte da Giuseppe Martinoli.